# Mixu Paatelainen
Mixu Paatelainen, właśc. Mika-Matti Petteri Paatelainen (ur. 3 lutego 1967 w Helsinkach) – fiński piłkarz oraz trener piłkarski.

## Kariera
Wychował się w klubie FC Haka. W 1987 roku trafił do Dundee United za 100.000 funtów. Szybko wywalczył sobie miejsce w pierwszym składzie i dwukrotnie zostawał najlepszym strzelcem tej drużyny. W 1992 został piłkarzem Aberdeen, skąd po dwóch latach przeniósł się do Boltonu Wanderers, który właśnie wywalczył awans do Premiership. Stał się pierwszym Finem grającym w tej lidze. W 1995 zagrał w finale Pucharu Ligi, gdzie The Trotters przegrali 1:2 z Liverpoolem.
W 1988 został piłkarzem roku w Finlandii.
W 1997 odszedł do Wolverhampton Wanderers, później grał w Hibernian, RC Strasbourg, ponownie Hibs, St. Johnstone i St. Mirren. Zakończył karierę w 2005 roku i rozpoczął pracę jako trener. W sierpniu przejął trzecioligowy szkocki Cowdenbeath. Ściągnął do niego swoich braci piłkarzy – Markusa i Mikko. W październiku 2006 został trenerem Turun Palloseura. Od 10 stycznia 2008 do 29 maja 2009 był menedżerem Hibernian, a w czerwcu 2010 roku został menedżerem Kilmarnock. 31 marca 2011 został mianowany selekcjonerem piłkarskiej reprezentacji Finlandii. 14 czerwca 2015 został zwolniony. W październiku 2015 został trenerem Dundee United, z którym podpisał kontrakt do 2018 roku, jednakże już w maju 2016 został zwolniony. W styczniu 2018 został szkoleniowcem tajskiego Ubon UMT United. W kwietniu 2018 odszedł z klubu i został zastąpiony przez Sugao Kambe. W maju 2018 został selekcjonerem reprezentacji Łotwy. Z końcem 2018 roku zakończył pracę w łotewskiej kadrze. W kwietniu 2019 został selekcjonerem reprezentacji Hongkongu.
W reprezentacji kraju rozegrał 70 meczów i strzelił 18 bramek.